# Казино «Рояль» (фільм, 2006)
«Казино „Рояль“» (англ. Casino Royale) —  двадцять перший фільм із серії фільмів про англійського таємного агента Джеймса Бонда, героя романів Яна Флемінга. Роль Бонда вперше виконав Деніел Крейг.
«Казино Рояль» — екранізація однойменного роману Яна Флемінга, надрукованого 1953 року, — найпершої книги про Бонда. Зйомки почались у січні 2006 року, як тільки знайшли акторів на ролі дівчини Бонда та головного лиходія. Вперше в історії «бондіани» зйомки були перенесені з лондонської студії «Пайнвуд», де створювали усі попередні частини кіносеріалу. Альтернативою їй стала студія «Баррандов» у Празі.
Про інше важливе рішення повідомили у січні 2006 року: автомобільна компанія Aston Martin пообіцяла надати у розпорядження нового Бонда свою чергову розробку. Подробиці зберігались у таємниці, але Деніел Крейг відвідав завод і був задоволений автомобілем. За тиждень повідомили, що головною машиною у стрічці буде все ж таки Ford Mondeo, але й для Aston Martin «знайдеться кілька сцен».

## Історія створення
Одна стрічка з назвою «Казино „Рояль“» уже існує. Цей «неофіційний» фільм про Бонда зняли у 1967 р., агента 007 там зіграв Дейвід Нівен. У цій недолугій пародії п'ятеро відомих постановників (Джон Г'юстон, Кен Г'юз, Роберт Перріш, Джо Макграт, Вел Гест) познущалися з Бонда — старанно, однак не дуже дотепно. Якщо дослідники серіалу і згадують «Казино „Рояль“», то лише як «чорну вівцю бондіани».
Історія створення нового «Казино „Рояль“» вийшла напрочуд заплутаною і драматичною. Подейкували, що його зніматиме Квентін Тарантіно, але жодних реальних кроків у цьому напрямі не було зроблено. У листопаді 2002 р., напередодні прем'єри «Помри, але не зараз», попередньої стрічки бондіани, Пірс Броснан в інтерв'ю розповів, що йому пропонують знятись у наступній картині про пригоди суперагента. У лютому 2004 р. відразу кілька джерел повідомили, що Пірс Броснан більше не буде грати Бонда і що почався пошук нового виконавця. Ці чутки швидко спростували, але після цього сам актор назвав своє майбутнє як кіношпигуна сумнівним. «У мене таке враження, що продюсери не знають, що робити, — казав він в інтерв'ю у березні. — Я буду працювати далі. Звичайно, я не проти ще раз зіграти Бонда і потім відкланятись. Але якщо цього не станеться — нехай буде так». Наприкінці липня 2004 р. Пірс офіційно заявив про свою відмову і звинуватив у всьому продюсерів, які «не знають, чого хочуть». ЗМІ поспішили оголосити претендентами на знамениту роль Еріка Бана («Троя») й Джуліена Макмайона («Фантастична четвірка»). В середині вересня Броснан сказав, що його неправильно зрозуміли і що ніякої офіційної заяви про відмову з його боку не було. Тим не менш невдовзі він ще раз відмовився грати Бонда.
На початку листопада 2004 р. новим Джеймсом зі стовідсотковою впевненістю називали Коліна Фаррелла, проте актор швидко відмовився від цієї слави. Через кілька днів стало відомо ім'я режисера майбутнього фільму: ним став Мартін Кемпбелл, який зняв першу стрічку з Бондом-Броснаном — «Золоте око». Тим часом тривали пошуки не тільки агента, а й його дівчини: претендентками на жіночу роль називали австралійську поп-зірку Кайлі Міноуг, головну красуню індійського кіно Айшварію Рай, Кіру Найтлі, Тенді Ньютон, Рейчел Мак-Адамс і Брітні Спірс.
На початку лютого 2005 р. Броснан ще раз підтвердив свою відмову. Студія довгий час розглядала дві головні кандидатури, Макмайона і Клайва Овена, і в результаті віддала роль третьому — британцю Деніелу Крейгу. Новою дівчиною Бонда стала Ева Грін («Мрійники», «Царство небесне»).

## Сюжет
Нова місія Джеймса Бонда (Крейг) пов'язана з подорожжю на Мадагаскар, де він має вистежити терориста на ім'я Моллака. ЦРУ стає відомо, що банкір Ле Шиффр (Міккелсен), який фінансує терористичні організації, планує виграти великі гроші у покер в казино «Рояль» у Чорногорії. Британська розвідка дає Бонду завдання виграти цю партію і знищити таким чином організацію Ле Шиффра.

## У ролях
- Деніел Крейг — Джеймс Бонд
- Ева Грін — Веспер Лінд
- Мадс Міккельсен — Ле Шиффр
- Джанкарло Джанніні — Рене Матіс, французький подвійний агент, що допомагав Бонду в Чорногорії розкривати Ле Шифра
- Джуді Денч — М, керівник британської секретної служби MI6, начальник Бонда
- Йеспер Крістенсен — Містер Вайт
- Тобайас Мензіс — Вільєрс
- Ісаак де Банколе — Стівен Обанно
- Івана Миличевич — Валенка
- Саймон Абкарян — Алекс Дімітріос
- Катеріна Муріно — Соланж Дімітріос
- Джеффрі Райт — Фелікс Лейтер, союзник Бонда з Центрального Розвідувального Управленія
- Річард Бренсон — камео